# Teleutaea orientalis
Teleutaea orientalis är en stekelart som beskrevs av Kuslitzky 1973. Teleutaea orientalis ingår i släktet Teleutaea och familjen brokparasitsteklar. Inga underarter finns listade i Catalogue of Life.